# Château de Quedlinbourg

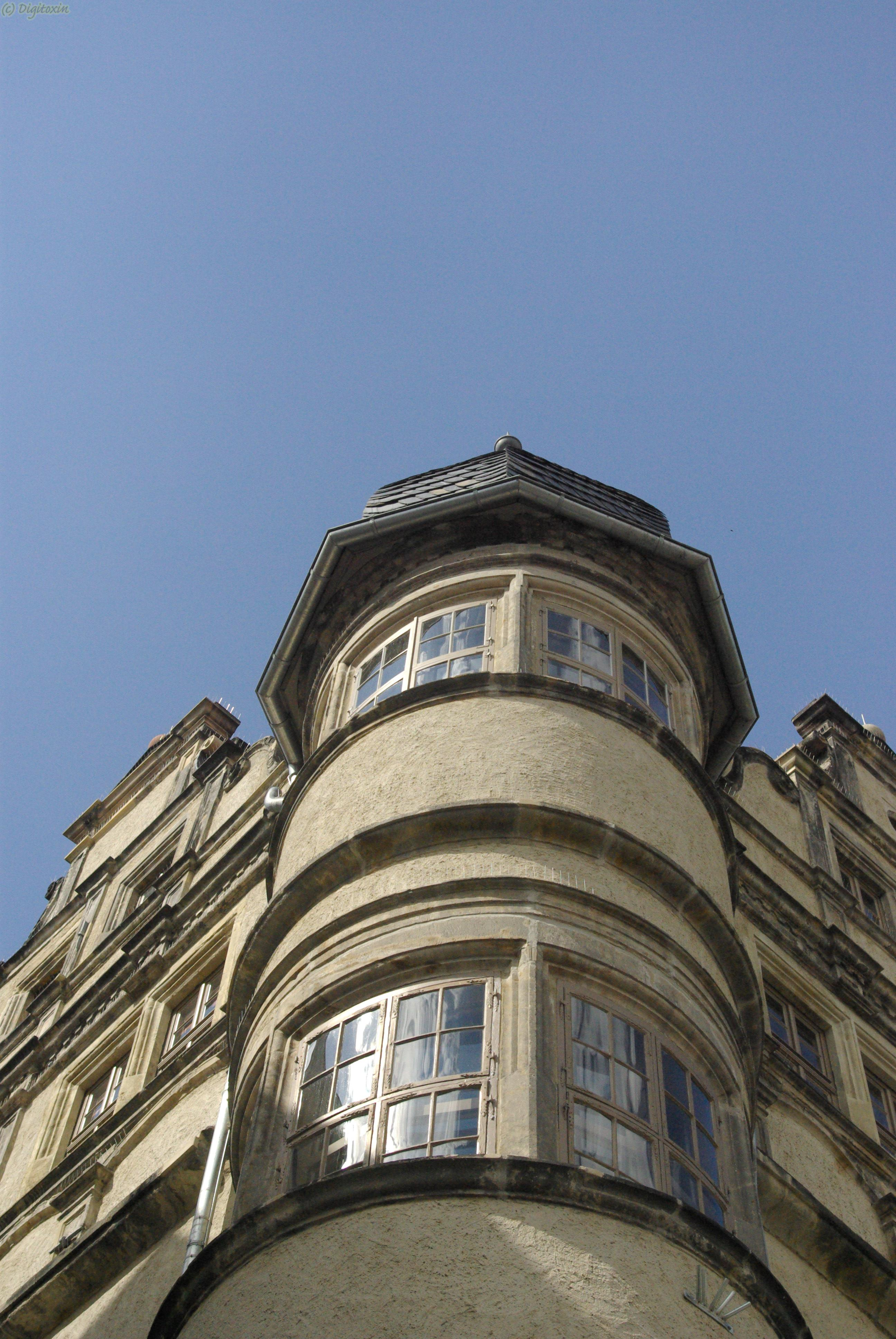
Angle entre la Bockstraße et la Klink

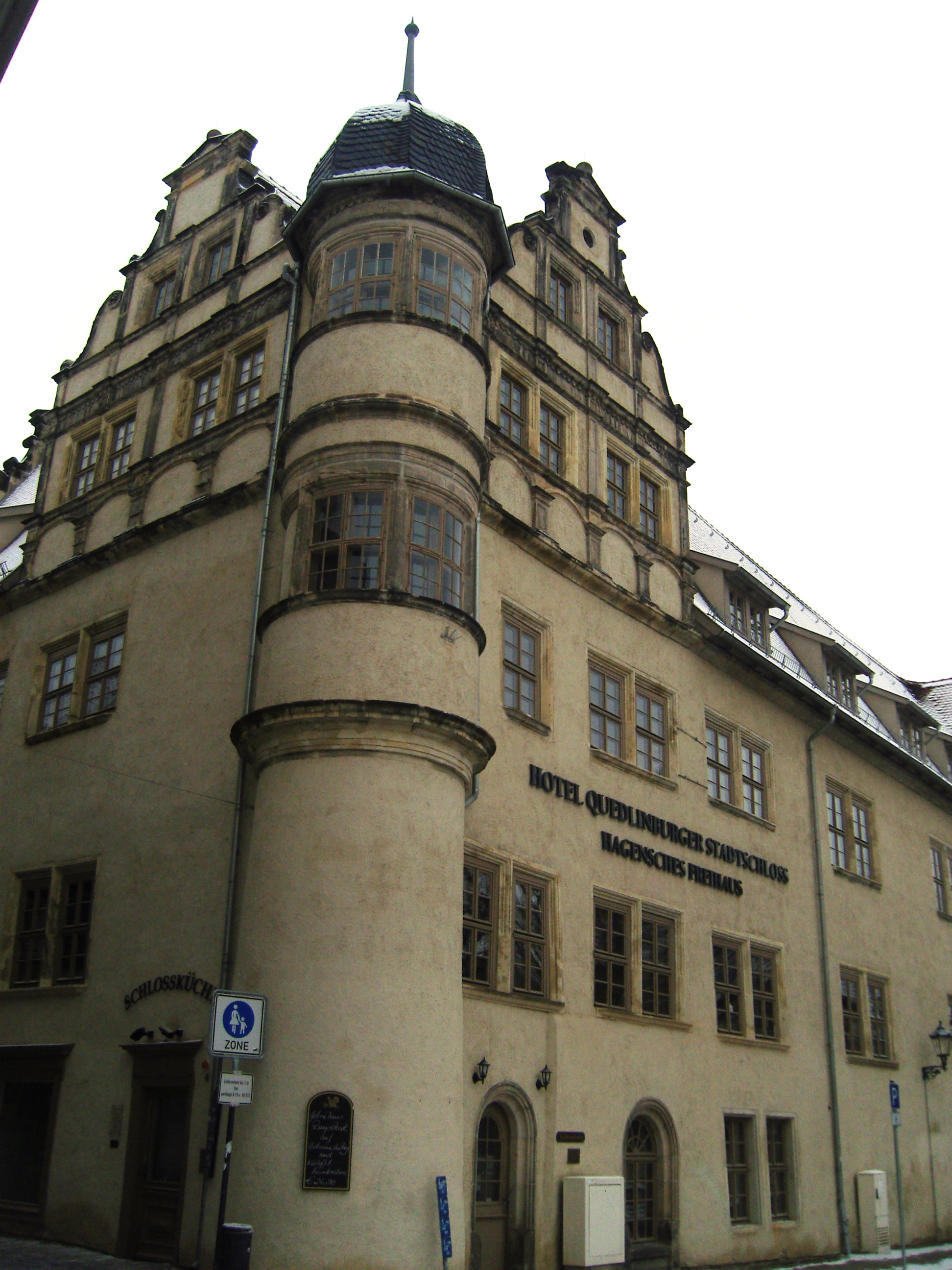
La tour

Le Château de Quedlinburg (Quedlinburger Stadtschloss en allemand), aussi appelé "Hagensches Freihaus", est un château urbain de style renaissance situé à l'entrée de la vieille ville de Quedlinburg, en Allemagne. Le maître douvrage Christoph von Hagen a réussi à construire cet ouvrage massif entre 1564 et 1566 dans le style de l'architecture seigneuriale du Temps pour construire. Aujourd'hui, comme un Hôtel utilisée Adelshof fait Partie du Patrimoine mondial de l'UNESCO historique de la ville aux maisons à colombages de Quedlinburg. Dans Quedlinburger Denkmalverzeichnis , c'est comme Edelhof inscrit.

## Style
Les façades apparentes sont ornées de pignons à volutes très pentus et une tourelle d'angle. Dans la cour se trouve une autre tour abritant un escalier à vis, à laquelle on accède aujourd'hui via l'orangerie de l'hôtel, ainsi qu'un porche d'entrée somptueusement décoré, avec niches et pilastres. À l'intérieur, la partie conservée et restaurée est en bois, avec poutres apparentes au plafond, boiseries et de riches marqueteries. La première rangée de fenêtre  était au moment de la construction celle du premier étage, à 3,50 m de hauteur ; en effet, il y avait à l'époque jusqu'à ce niveau les remparts de la ville. Une autre curiosité du chateau, sont les portes de la salle de la cheminée, aujourd'hui utilisé comme lounge. Elles ont été au moment de la construction directement livrés du Zwinger.

## Histoire

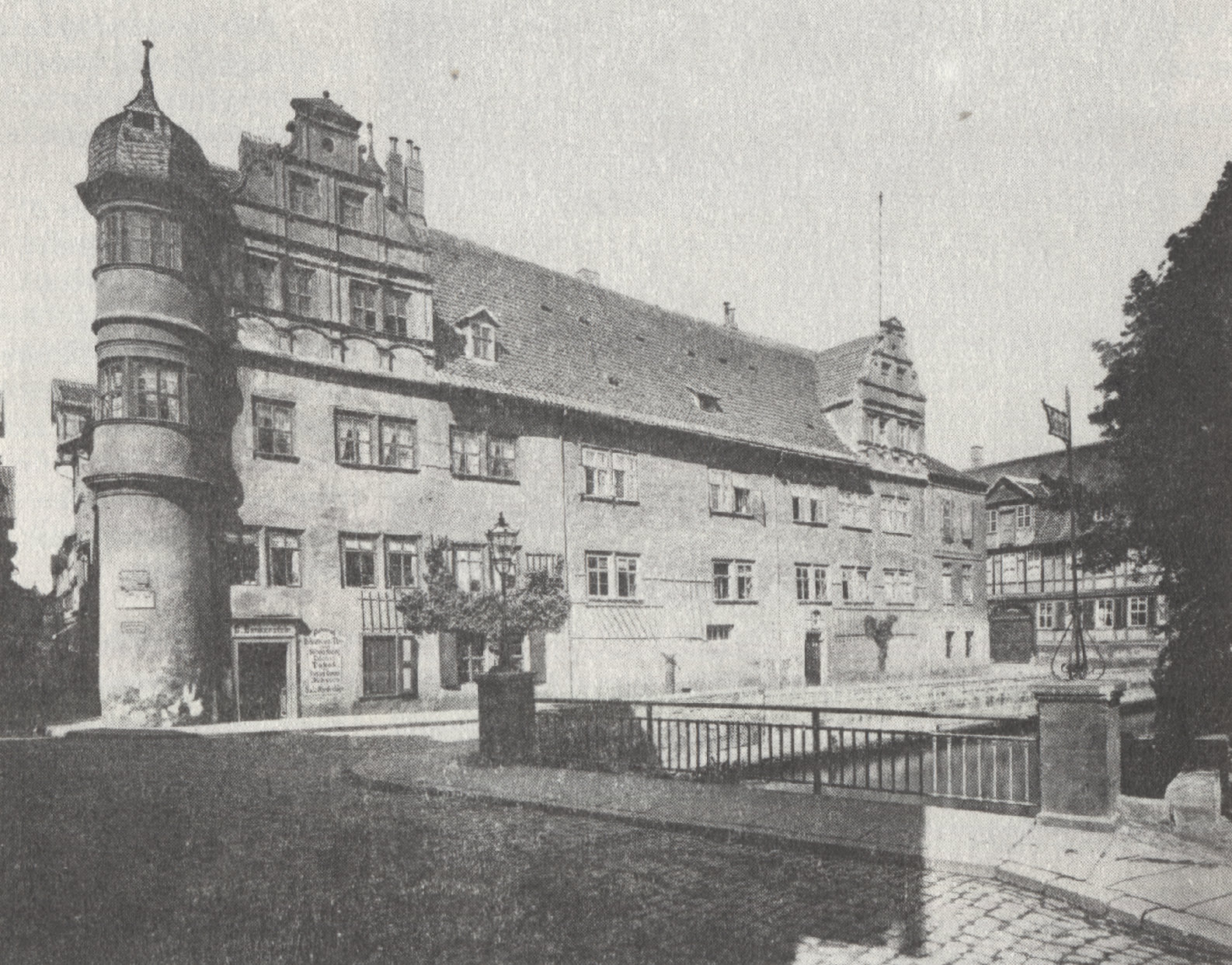
Photographie de 1893

Christoph von Hagen a édifié ce château dans un endroit bien en vue de Quedlinburg, à proximité immédiate du passage entre la vielle et la nouvelle-ville. Il utilisa du grès local taillé pour la construction de ce château de style renaissance. Depuis 1633, le Stiftshauptmann résidait dans ce château. Il a été autorisé à démolir la partie adjacente de la muraille, sous réserve garder en ordre les digues du Mühlgrabens. À partir de 1816, le parlement du pays de Quedlinburg Landrats siège dans la partie nord. Jusqu'à peu, les services locaux, des cabinets de médecins et des boutiques se partegeaient le bâtiment. Il a ensuite servi de maison d'habitation puis a connu une période d’inoccupation entre 2002 et 2004, où le chhâteau a été restauré. Ces travaux permirent la sauvegarde des éléments d'origine, et le rétablissement de sa forme d'origine. Deux ailes lui furent enfin adjointes.
En août 2004, un hôtel de luxe quatre étoiles y a ouvert. Il appartient à la Precise Hotel Collection et opère sous le nom de "Wyndham Garden Quedlinburg Stadtschloss".